# Brlenka
Brlenka (také Brdlenka) je levý přítok Metuje. Protéká okresem Náchod v Královéhradeckém kraji. Na krátkém úseku teče přes území Polska (okres Kladsko, Dolnoslezské vojvodství).

## Popis
Brlenka pramení v místě Úlehle na západním úbočí Stolových hor pod Machovskými končinami v České republice v blízkosti hranic s Polskem. Teče zpočátku směrem na západ, poté na jihozápad přes Sedmákovice, kde je na pravém břehu chráněný strom Kosova lípa. Před obcí Žďárky se do ní vlévá jako levý přítok Strouženský potok (polsky Pstrążnik, německy Straußeneyer Bach). Jihovýchodně od Žďárek tvoří v délce asi 600 metrů střed říčky hranici mezi Polskem a Českou republikou, jižně od osady Brné vtéká na území Polska a asi po cca 800 metrech se vrací na české území. Na polském území přijímá jako přítok zleva Čermnou a poté na českém území zprava potok Homolka. Po ohybu na jihozápad ústí ve Velkém Poříčí na Brném do Metuje.

## Přítoky
- Strouženský potok (německy: Straußeneyer Bach, polsky: Pstrążnik) – zleva
- Čermná, také Čermenský potok nebo Červený potok (polsky Czermnica, německy Tscherbeneyer Bach) – zleva
- Homolka – zprava

## Galerie

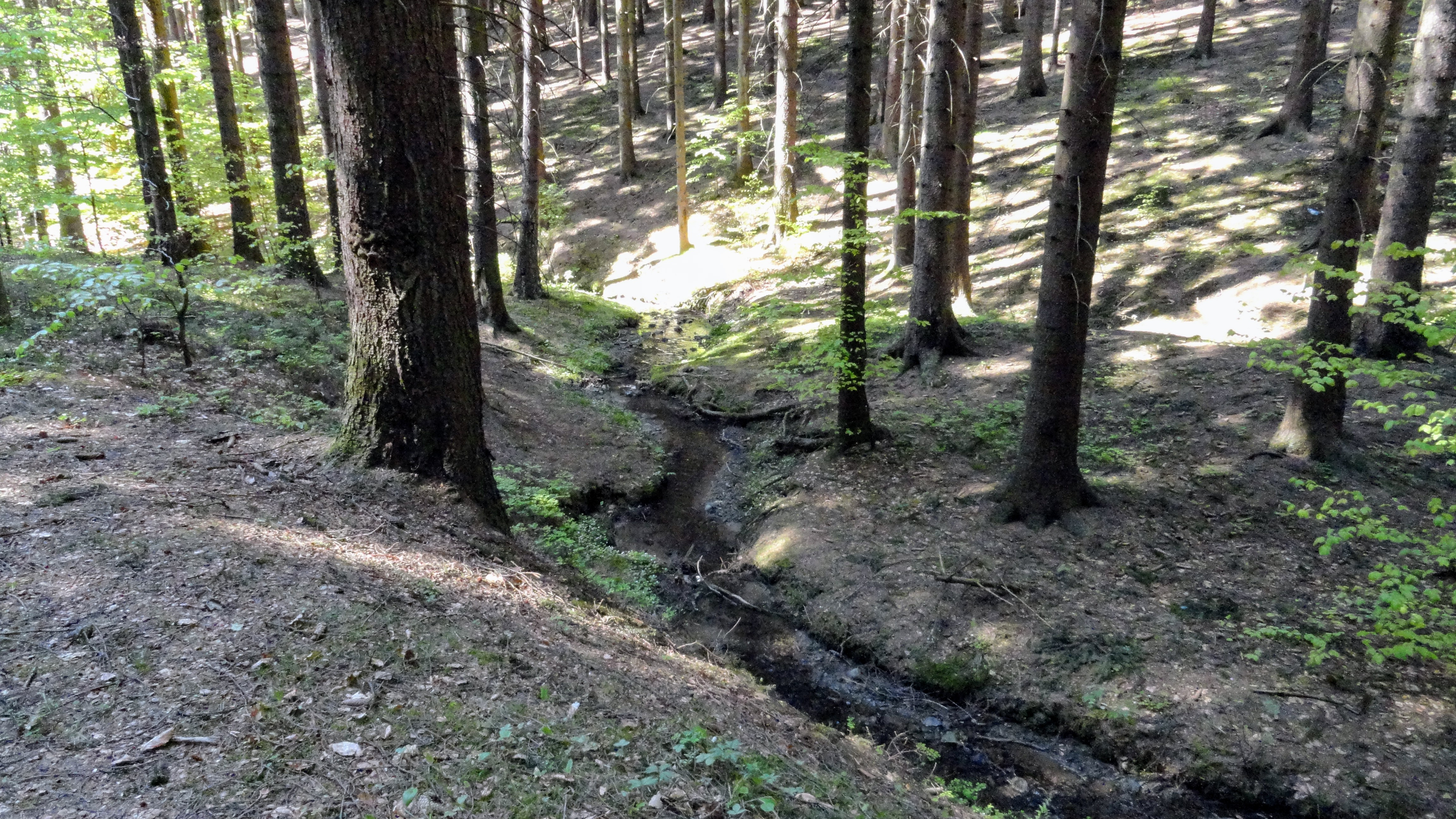
Horní tok Brlenky
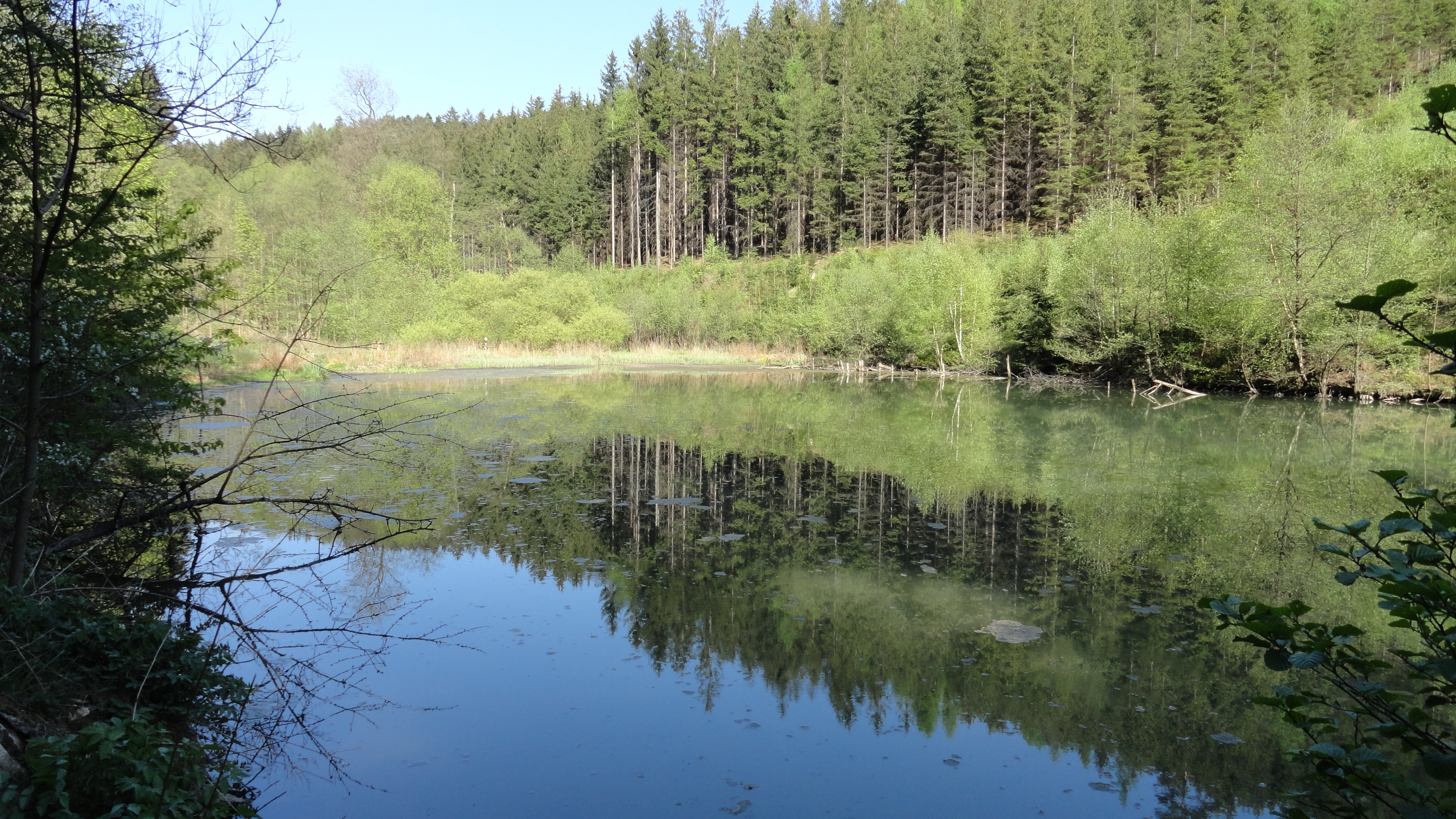
Rybník na Brlence u přítoku do Žďárek
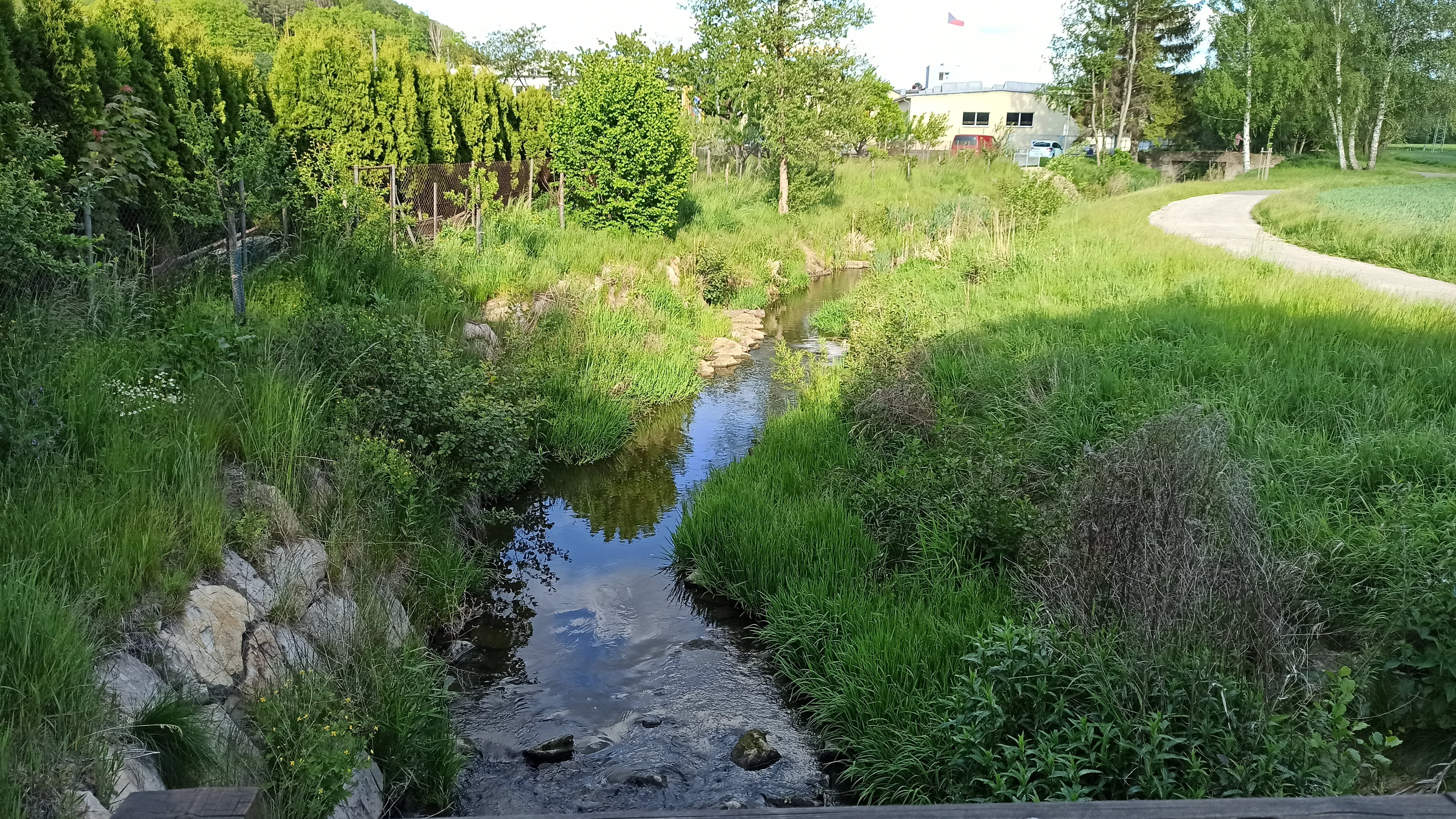
Brlenka před soutokem s Metují
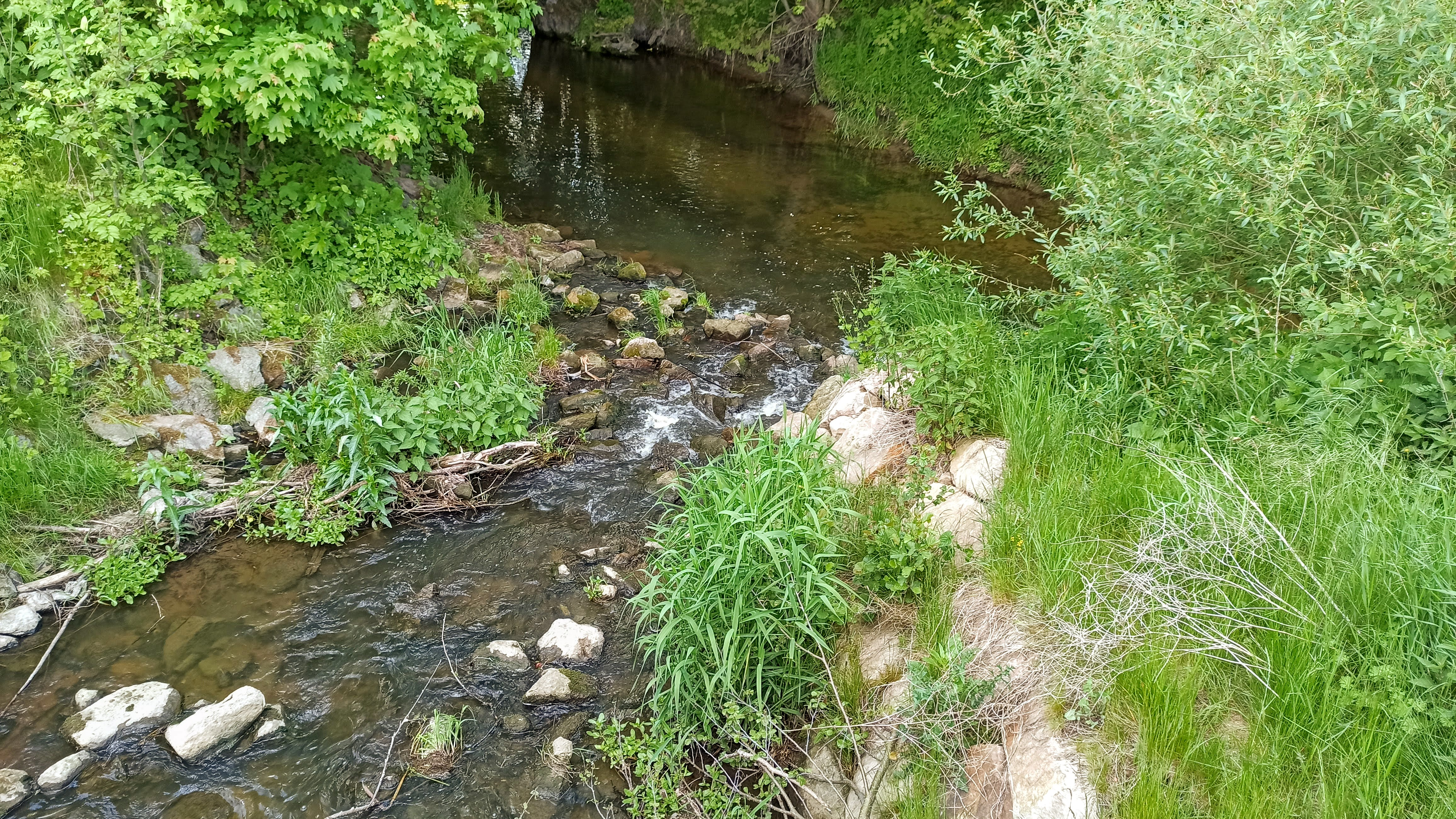
Ústí Brlenky do Metuje